# Clumber spániel

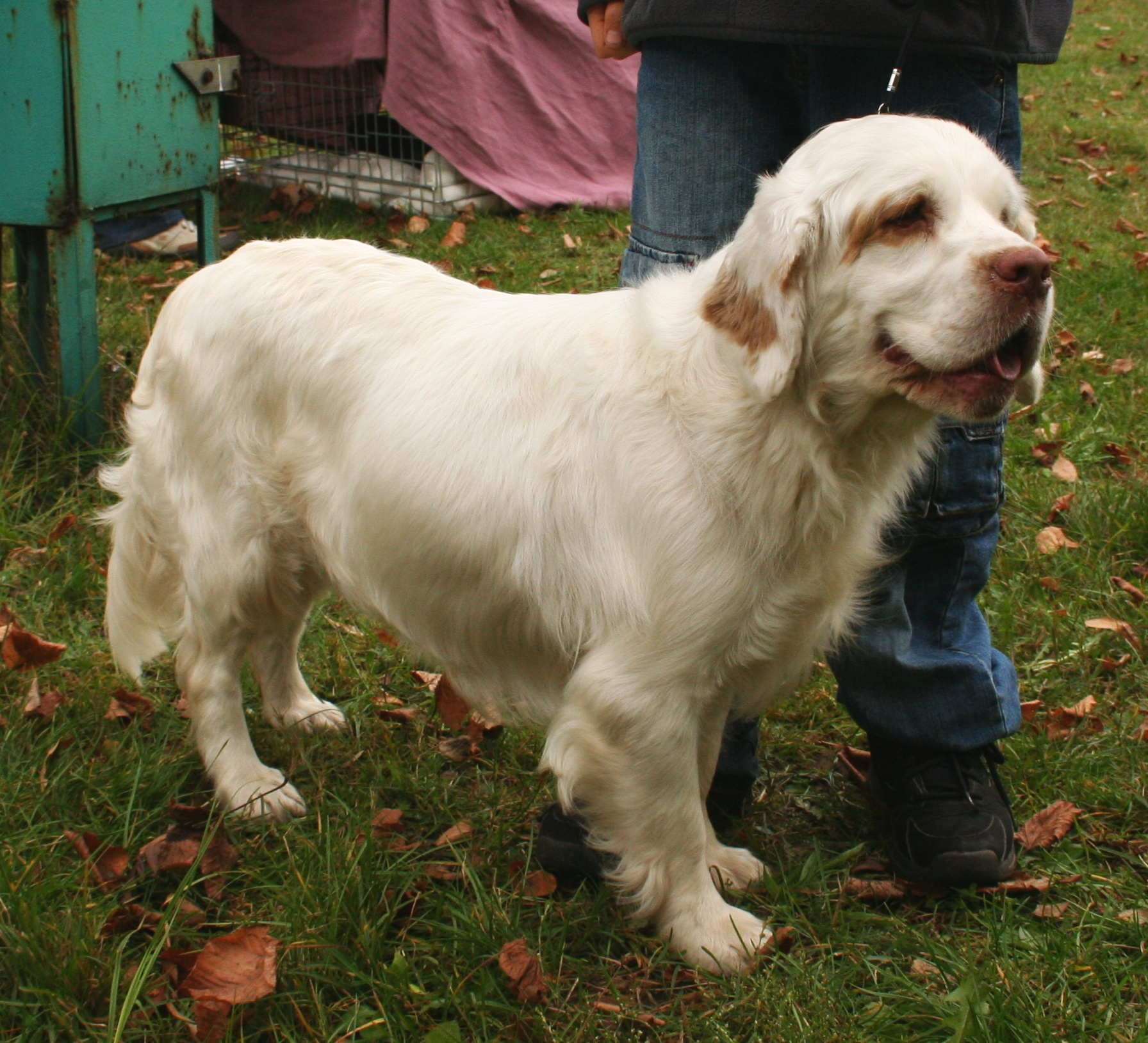

A clumber spániel angol kutyafajta. Kiváló vadászkutya, de háziállatként is tartják.

## Története
Egyes vélemények szerint a fajta Franciaországból származik. A feltételezések szerint a nagy francia forradalom idején Noailles herceg Angliába menekítette a kutyáit, mégpedig Newcastle hercegének birtokára a nottighamshire-i Clumber Parkba. Első említése Frances Wheatley 1788-ban készült festménye, amely a herceget ábrázolja kutyáinak társaságában. A fajta feltehetően a Szent Hubert kutyák leszármazottjaiból, basset houndokból és az ősi alpesi spánielekből alakult ki. Angliában először 1859-ben szerepeltek kiállításon, a fajtaklub viszont csak 1904-ben alakult meg. Ebben az időben született meg a fajta első hivatalos leírása is.

## Leírása
Zömök és hosszú törzsű kutya, feje masszív, négyszögletes. Szeme barna, füle nagy, lelógó. Végtagjai erős csontozatúak, izmosak. Farkát a hátvonalában tartja. Színe tiszta fehér, citromsárga foltokkal.
- Marmagasság: 46–48 cm
- Testtömeg: 20–31 kg
- Alomszám: 5-6 kölyök
- Várható élettartam: 10-14 év